# Viscosia coomansi
Viscosia coomansi is een rondwormensoort uit de familie van de Oncholaimidae. De wetenschappelijke naam van de soort is voor het eerst geldig gepubliceerd in 1984 door N. Smol en J. Sharma. Ze werd ontdekt in het zandsediment van het Grevelingenmeer. Ze is genoemd naar August Coomans, die hoogleraar was in de onderzoeksgroep Nematologie aan de Universiteit Gent.